# لاري كاتس
لاري كاتس (بالإنجليزية: Lawrence C. Katz)‏ هو عالم أعصاب أمريكي، ولد في 23 ديسمبر 1956، وتوفي في 26 نوفمبر 2005.